# Complexe de lancement 45
 (mars 2021).
Le complexe de lancement 45 (en anglais Cape Canaveral Launch Complex 45, ou encore LC-45) est une aire de lancement située à la base de lancement de Cap Canaveral, en Floride, aux États-Unis. Ce site fut bâti en 1976 pour le lancement du missile Roland, mais les essais du missile furent effectués ailleurs, laissant le site à l’abandon sans avoir jamais servi. Il fut finalement démoli et remplacé à partir de 1987 par le Complexe de lancement 46 (en).